# ديفونتي ريدموند
ديفونتي ريدموند (بالإنجليزية: Devonte Redmond)‏ مواليد 19 سبتمبر 1996 في إنجلترا، هو لاعب كرة قدم إنجليزي لعب سابقاً مع جلف يونايتد.

## وصلات خارجية
- ديفونتي ريدموند على موقع قاعدة بيانات كرة القدم.إي يو (الإنجليزية)
- ديفونتي ريدموند على موقع Soccerway.com (الإنجليزية)